# Watson (cráter)

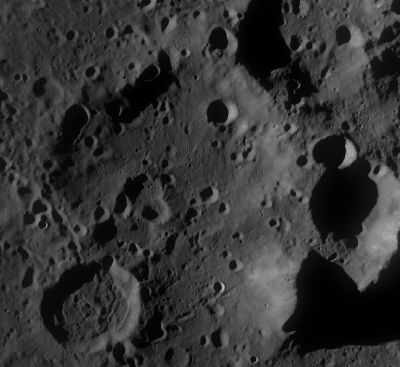
Fotografía de la misión Lunar Reconnaissance Orbiter

Watson es un cráter de impacto que se encuentra en las latitudes bajas del sur de la cara oculta de la Luna. Se encuentra al suroeste del cráter más grande Lippmann y al sureste de Fizeau.
|  |

Se trata de una formación desgastada, con un borde exterior que ha sido erosionado hasta el punto en el que ha perdido gran parte de su definición, formando un borde redondeado y desigual. Una serie de pequeños cráteres yacen sobre el borde y dentro del interior. Un par combinado de pequeños cráteres se encuentra en el lado sur del suelo y la pared interior. Un pequeño cráter en forma de copa yace sobre el borde noreste del suelo interior. Si el cráter alguna vez tuvo un pico central, ya no se aprecia.

## Cráteres satélite
Por convención estos elementos son identificados en los mapas lunares poniendo la letra en el lado del punto medio del cráter que está más cercano a Watson.
|        | \| Watson \| Coordenadas \| Diámetro \| \| ------ \| -------------------------------- \| -------- \| \| G \| 63°18′S 120°18′O / -63.3, -120.3 \| 34 km \| |          |
| Watson | Coordenadas | Diámetro |
| G      | 63°18′S 120°18′O / -63.3, -120.3 | 34 km    |